# Jonathan Sirois
Jonathan Sirois (LaSalle, 27 giugno 2001) è un calciatore canadese, portiere del CF Montréal.

## Carriera

### Club

#### Gli inizi a Montréal
Prodotto dell'Academy quebbecchese, il 6 marzo 2020 ha firmato il primo contratto da professionista con il CF Montréal venendo convocato stabilmente in prima squadra come terzo portiere. Prestato per un giorno al Vancouver Whitecaps, in emergenza portiere, torna a Montréal.
Nella stagione 2021 viene girato in prestito al Valour, debuttando il 27 giugno successivo contro il Forge e complessivamente ha giocato 19 partite venendo eletto miglior portiere del campionato canadese. La stagione successiva ha visto la riconferma del prestito alla squadra canadese, con cui colleziona altre 24 partite.
Tornato a Montréal, il 25 febbraio 2023 esordisce in MLS, venendo impiegato come portiere titolare per tutta la stagione.

## Statistiche

### Presenze e reti nei club
Statistiche aggiornate al 23 febbraio 2025.
| Stagione           | Squadra             | Campionato         | Campionato | Campionato | Coppe nazionali | Coppe nazionali | Coppe nazionali | Coppe continentali | Coppe continentali | Coppe continentali | Altre coppe | Altre coppe | Altre coppe | Totale | Totale |
| Stagione           | Squadra             | Comp               | Pres       | Reti       | Comp            | Pres            | Reti            | Comp               | Pres               | Reti               | Comp        | Pres        | Reti        | Pres   | Reti   |
| ------------------ | ------------------- | ------------------ | ---------- | ---------- | --------------- | --------------- | --------------- | ------------------ | ------------------ | ------------------ | ----------- | ----------- | ----------- | ------ | ------ |
| feb.-lug. 2020     | Montréal Impact     | MLS                | 0          | 0          | CC              | -               | -               | CCL                | -                  | -                  |             | -           | -           | 0      | 0      |
| lug. 2020          | Vancouver Whitecaps | MLS                | 0          | 0          | CC              | -               | -               | CCL                | -                  | -                  |             | -           | -           | 0      | 0      |
| lug.-dic. 2020     | Montréal Impact     | MLS                | 0          | 0          | CC              | -               | -               | CCL                | -                  | -                  |             | -           | -           | 0      | 0      |
| 2021               | Montréal Impact     | MLS                | 0          | 0          | CC              | -               | -               |                    | -                  | -                  |             | -           | -           | 0      | 0      |
| 2021               | Valour              | CPL                | 24         | -31        | CC              | 0               | 0               |                    | -                  | -                  |             | -           | -           | 24     | -31    |
| 2022               | Valour              | CPL                | 19         | -26        | CC              | -               | -               |                    | -                  | -                  |             | -           | -           | 19     | -26    |
| Totale Valour      | Totale Valour       | Totale Valour      | 43         | -57        |                 | 0               | 0               |                    | -                  | -                  |             | -           | -           | 43     | -57    |
| 2023               | CF Montréal         | MLS                | 33         | -47        | CC              | 3               | -3              |                    | -                  | -                  | LC          | 2           | -3          | 38     | -53    |
| 2024               | CF Montréal         | MLS                | 33+1       | -62+ -2    | CC              | -               | -               |                    | -                  | -                  | LC          | 2           | -4          | 36     | 68     |
| 2025               | CF Montréal         | MLS                | 1          | -3         | CC              | -               | -               |                    | -                  | -                  | LC          | -           | -           | 1      | -3     |
| Totale CF Montréal | Totale CF Montréal  | Totale CF Montréal | 68         | -114       |                 | 3               | -3              |                    | 0                  | 0                  |             | 4           | -7          | 75     | -124   |
| Totale carriera    | Totale carriera     | Totale carriera    | 111        | -171       |                 | 3               | -3              |                    | 0                  | 0                  |             | 4           | -7          | 118    | -181   |

## Palmarès

### Club
- Canadian Championship: 1

CF Montréal: 2021

### Individuale
- Miglior portiere del Canadian Premier League: 1

2021